# Österreich-Soldanelle
Die Österreich-Soldanelle (Soldanella austriaca), auch Österreichisches Alpenglöckchen genannt, ist eine Pflanzenart aus der Gattung der Alpenglöckchen (Soldanella) innerhalb der Familie der Primelgewächse (Primulaceae).

## Beschreibung

### Vegetative Merkmale
Die Österreich-Soldanelle ist eine zarte, ausdauernde krautige Pflanze und erreicht Wuchshöhen von 2 bis 10 Zentimetern.
Die Drüsenhaare der Österreich-Soldanelle sind 0,05 bis 0,1 Millimeter lang. Der Drüsenstiel ist 1-bis 2-zellig und kürzer als das Drüsenköpfchen.
Die immergrünen Laubblätter der Österreich-Soldanelle sind in Blattstiel und Blattspreite gegliedert. Sie stehen in einer Rosette. Der Blattstiel ist locker mit Drüsenhaaren besetzt, meist verkahlt er etwas. Die einfache Blattspreite ist bei einer Breite von bis zu 1 Zentimetern rundlich und oft mit einer seichten Bucht an der Basis versehen. Sowohl auf der Blattober- als auch auf der Blattunterseite befinden sich Spaltöffnungen.

## Generative Merkmale
Die Blühzeit reicht von Mai bis Juli.
Der Blütenstandsschaft ist stets 1-blütig. Die Blütenstiele sind locker drüsenhaarig. Sie verkahlen in der Folge meist etwas. Die zwittrige Blüte ist fünfzählig mit doppelter Blütenhülle. Die röhrig-glockige Krone ist meist von weißer bis sehr blasspurpurner bzw. blasslila Farbgebung. Sie ist meist nur bis zu 1/4 ihrer Länge in einen fransigen Saum zerschlitzt. Schlundschuppen sind keine vorhanden.  Der Griffel ist kürzer als die Krone, die Staubbeutelspitze ist unbegrannt. Als Frucht wird eine Kapsel gebildet, die sich mit fünf Zähnen öffnet.

## Ökologie
Die Lebensform der Österreich-Soldanelle entspricht der eines Hemikryptophyten, welcher durch Überdauerungsknospen an der krautigen Sprossachsen in Höhe der Erdoberfläche charakterisiert ist. Als Speicherorgan dient ein Rhizom. Die Art wird von Insekten, hauptsächlich Bienen, bestäubt. Sie ist selbstinkompatibel, was bedeutet, dass Samenansatz durch Selbstbefruchtung mittels genetisch festgelegter Mechanismen verhindert wird. Die Ausbreitung der Samen erfolgt durch Wind - und Stoßausbreitung. Vegetative Vermehrung wird über das Rhizom und oberirdische Ausläufer sichergestellt.

## Vorkommen
Die Österreich-Soldanelle ist ein Endemit der nördlichen Ostalpen. Sie kommt von den Chiemgauer Alpen an nach Osten vor, häufig dort in den Nördlichen Kalkalpen, selten in den Zentralalpen. Dort wächst sie in der alpinen Höhenstufe in Schneetälchen auf kalkreicher Unterlage. In Bayern gedeiht sie in Höhenlagen von 1700 bis 1800 Metern, in Österreich von 1500 bis 2300 Metern. Die Art ist in Deutschland durch die BArtSchV besonders geschützt.

## Taxonomie
Die Erstbeschreibung von Soldanella austriaca erfolgte 1904 durch Friedrich Karl Max Vierhapper in Urban & Graebner: Festschrift zur Feier des siebzigsten Geburtstages des . . . Dr. P. Ascheron S. 502. Ein Synonym für Soldanella austriaca Vierh. ist Soldanella minima subsp. austriaca (Vierh.) Lüdi. Es wurde 2004 diskutiert, ob der Rang der 1927 veröffentlichten Unterart Soldanella minima subsp. austriaca (Vierh.) Lüdi statt dem der Art vorzuziehen ist.